# Яцук, Николай Александрович
Николай Александрович Яцук (1884—1930) — инженер-механик флота, капитан 2 ранга, участник Русско-японской и Первой мировой войн, один из первых русских авиаторов, начальник Школы авиации Императорского Всероссийского аэроклуба, командир 34-го корпусного авиационного отряда Особого Добровольческого авиаотряда, первым теоретически обосновал возможность воздушного тарана, Георгиевский кавалер, организовал первую в стране школу военной маскировки, преподаватель ВВИА имени Н. Е. Жуковского, профессор.

## Биография
Николай Александрович Яцук родился 11 января 1884 года в Кемери Рижского уезда Лифляндской губернии Российской империи, в семье кадрового военного. Его отец капитан Яцук Александр Александрович — сын солдата, дослужившийся до поручика.

### Служба в военно-морском флоте
В 1900 году после окончания 6 классов Псковской гимназии поступил на механическое отделение Морского инженерного училища, которое окончил с отличием 6 мая 1903 года и произведён в младшие инженер-механики. С мая 1903 по февраль 1904 года служил на Балтике судовым инженер-механиком миноносца № 221, затем младшим инженер-механиком на крейсере «Аврора». С апреля 1904 года — исполняющий должность судового инженер-механика эскадренного миноносца «Бодрый», на котором перешёл на Дальний Восток и вошёл в состав Второй Тихоокеанской эскадры. Участник русско-японской войны. 1 января 1905 года переименован в поручики. За мужество в бою, проявленное в Цусимском сражении, Н. А. Яцук был награждён орденом Святой Анны 3 степени с мечами и бантом. После Цусимского сражения миноносец «Бодрый» был интернирован в одном из китайских портов. Яцуку удалось совершить побег и добраться до Владивостока. До января 1906 года служил помощником старшего инженер-механика крейсера «Терек». С февраля 1906 года исполнял обязанности командира Владивостокского морского воздухоплавательного парка. В августе 1906 года часть была расформирована и Яцук вернулся в Петербург. Поступил на механическое отделение Морской Императорской Николаевской академии. 6 декабря 1907 года произведён в штабс-капитаны. Во время учёбы в академии дополнительно изучал воздухоплавание и радиоуправление.
В 1908 году окончил с отличием морскую академию и был назначен в 1-й Балтийский экипаж, преподавателем машинной школы. Затем непродолжительно служил на транспорте «Самоед». С июля 1909 по июль 1910 года участвовал в приемных испытаниях крейсера «Паллада». Параллельно занимался воздухоплаванием. В 1909 году построил планёр собственной конструкции и совершил на нём ряд полётов. В том же году он провёл опыты по радиоуправлению подводных лодок и летательных аппаратов. С ноября 1910 года состоял в распоряжении военного министра при Офицерской военно-электротехнической школе, как заведующий радиотелеграфными приборами особого назначения.

### Служба в авиации
«…Нет ничего невозможного в том, что ближайшая же война явит нам случаи, когда воздухоплавательный аппарат с целью помешать разведке воздушного противника пожертвует собой, ударившись о него, чтобы вызвать его падение хотя бы ценой своей гибели».

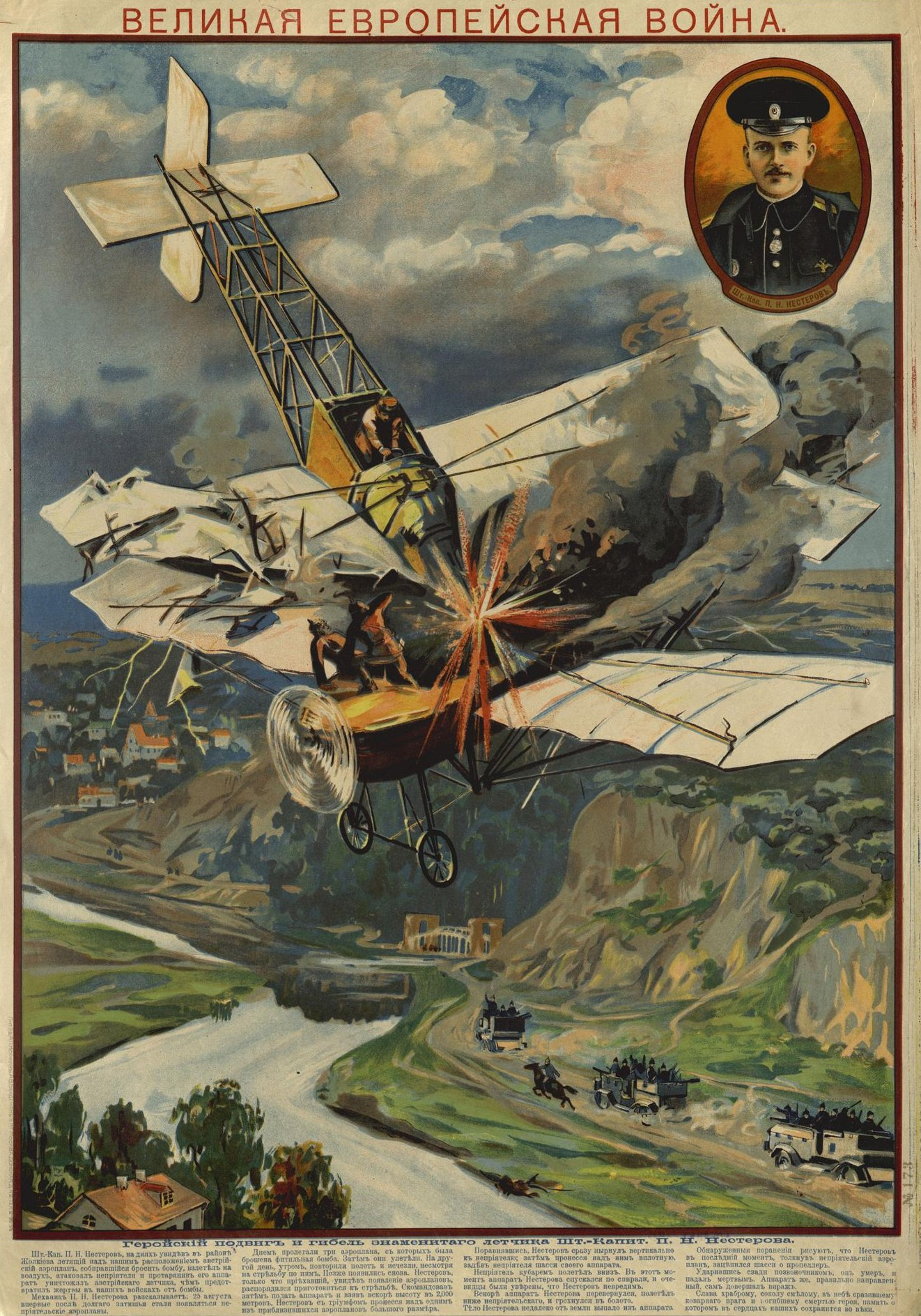
Плакат времён Первой мировой войны «Подвиг и гибель лётчика Нестерова»

В сентябре 1911 года Яцук был командирован в Офицерскую воздухоплавательную школу. 28 июня 1912 года сдал экзамен на звание лётчика при Школе авиации Императорского Всероссийского аэроклуба (ИВАК) и продолжая обучение в школе работал в ней инструктором будущих пилотов. В октябре 1912 года окончил Офицерскую воздухоплавательную школу. Во время учёбы в школе познакомился с авиатором П. Н. Нестеровым, ставшим впоследствии его другом. Летом 1911 года опубликовал в журнале «Вестник воздухоплавания» № 13-14 небольшую статью «О бое в воздухе», в которой впервые высказал мысль о воздушном таране: «Возможно, что в исключительных случаях летчики будут решаться таранить своим аэропланом чужой». В период учёбы в Школе авиаторов Николай Яцук читал лекции по воздухоплаванию в морской академии и написал ряд работ по авиации. Лично обучил 18 лётчиков.
С декабря 1912 по июль 1914 года был начальником Школы авиации Императорского Всероссийского аэроклуба на Комендатском аэродроме. В 1912 году Яцук провёл первое лётное исследование девиации компасов на аэропланах — по аналогии с кораблями. Руководя авиашколой, одновременно возглавил отдел гидропланов и участвовал в их первых демонстрационных полетах в мае 1913 года. При ИВАКе по рекомендации Яцука была образована «учёная медицинская воздухоплавательная комиссия» для изучения «влияния на организм человека пребывания в различных условиях верхних слоев атмосферы».
В 1912 году стал членом Петербургского отделения РСДРП(б).
В это же время Яцук продолжал работать над теорией использования авиации для научных изысканий в области астрономии, аэродинамики, акустики, термодинамики и оптики и написал на эту тему ряд работ. Главным теоретическим достижением Н. А. Яцука стало обоснование господстве в воздухе (обладании воздухом) в связи с борьбой за господство на море, где авиация должно иметь преимущество над флотом. Так еще в 1912 году Яцук абсолютно точно предсказал характер будущих авианосных сражений в Тихом океане во Второй мировой войне. В 1913 году Н. А. Яцук получил звание лейтенант флота с сохранением звания инженер-механика флота.
18 августа 1913 года Н. А. Яцук участвовал в перелёте по маршруту Петербург — Москва — Петербург. Пролетел 217 верст за 48 часов, пока не отказал мотор. 4 апреля 1914 года на аэростате «Треугольник» с пассажирами Морозовым, Водовозовым и доктором Цитовичем проводил научно-медицинские исследования. Пролетев около 100 верст, аэростат опустился в районе Ладожского озера.
8 апреля 1914 года Яцук был произведён в старшие лейтенанты. С началом первой мировой войны авиационная школа в полном составе ушла на фронт. 19 июля 1914 года Яцук был назначен командиром 34-го корпусного авиационного отряда Особого Добровольческого авиаотряда, в состав которого вошла авиационная школа. 26 февраля 1915 года «за ряд воздушных разведок и руководство боевой работой отряда в период войны до 1-го декабря 1914 г.» Приказом по армиям Северо-Западного фронта Яцук был награждён орденом Святого Станислава 2 степени с мечами. 11 июня 1915 года за отличия ему было присвоено звание — военный лётчик, а 2 апреля 1916 года за отличие в делах против неприятеля чин капитан 2-го ранга.
5 сентября 1917 года Приказом по 10-й армии № 1063 «за то, что в течение января и февраля 1917 г., управляя самолетом старой конструкции без вооружения, произвел 14 блестящих полетов на небольшой высоте с целью разведки и фотографирования неприятельских позиций, совершая таковые каждый раз под действительным артиллерийским, ружейным и пулеметным огнём неприятеля, особенно 30-го января и 18-го февраля. Сделанные во время этих полетов фотографические снимки послужили ценным материалом при разработке плана операции» Яцук был награждён Золотым оружием «За храбрость». Осенью 1917 года Яцук был избран командиром своего же авиационного отряда, перешедшего на сторону большевиков. В 1918 году Н. А. Яцука командировали в Петроград, где он стал членом Всероссийской коллегии по управлению воздушным флотом, начальником отдела и затем помощником начальника Главвоздухофлота, являлся одним из основных разработчиков наставлений, пособий и уставов для авиационных частей Красной армии.
21 мая 1918 года в Москве был организован первый профсоюз лётчиков, Н. А. Яцук стал его председателем (профсоюз просуществовал недолго, так как все его члены вскоре стали военными). В том же году он организовал первую в стране школу военной маскировки. Эту школу посещали и высшие руководители Красной Армии: С. С. Каменев, М. Н. Тухачевский, М. В. Фрунзе и др.

### Преподавательская и творческая деятельность
После Гражданской войны Яцук перешёл на преподавательскую работу в Институт инженеров Красного Воздушного Флота (позже ВВИА имени Н. Е. Жуковского). В это время он написал труд «Авиация и её культурное значение», в котором он предусмотрел исследование северного побережья страны при помощи самолётов, поиск с воздуха полезных ископаемых, управление погодой. Этот труд стал на долгие годы своеобразной программой развития гражданского воздушного флота. В 1924 году был опубликован его труд по тактике военной авиации.
В 1924 году Н. А. Яцук являлся редактором военного отдела журнала «Вестник Воздушного Флота», в котором написал целый ряд статей и рецензий на книги, статьи, заметки о воздушном флоте. Являлся одним из основных разработчиков пособий и уставов для авиационных частей Красной Армии. Написал ряд работ, посвященных использованию авиации в Гражданской войне.
Читал лекции в авиационных военно-учебных заведениях РККА. Он был избран профессором трёх академий. Активный творческий период Яцука продолжался до 1926 года.

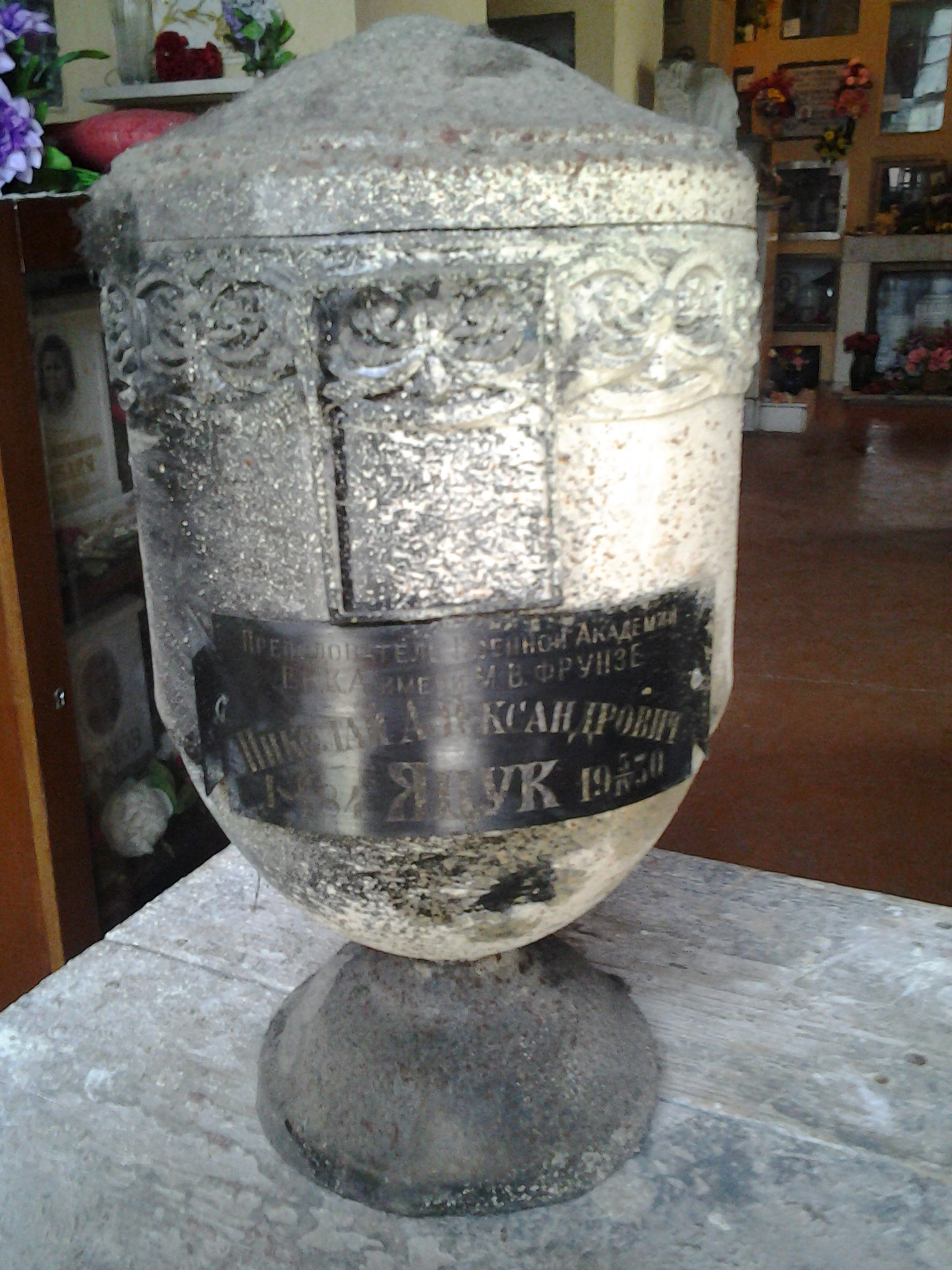
Урна с прахом Н. А. Яцука в колумбарии Донского кладбища в Москве.

Николай Александрович Яцук умер 5 апреля 1930 года после тяжёлой болезни в Москве. Похоронен 8 апреля на Донском кладбище в Москве.

## Награды
- Орден Святой Анны 3-й степени с мечами и бантом — (8 января 1908)
- Орден Святого Станислава 2-й степени с мечами — (26 февраля 1915)
- Орден Святого Владимира 4-й степени с мечами и бантом — (4 мая 1915)
- Орден Святой Анны 2-й степени с мечами — (1916)
- Георгиевское оружие — (5 сентября 1917)
- Медаль «В память русско-японской войны» (светло-бронзовая, 1906)
- Медаль «В память 300-летия царствования дома Романовых» (светло-бронзовая, 1913)
- Медаль «В память 200-летия морского сражения при Гангуте» (светло-бронзовая, 1915)[2][5][6]